# Tales from the Kingdom of Fife
Tales from the Kingdom of Fife es el álbum debut de la banda Suizo/Escocés de power metal épico, Gloryhammer. Fue lanzado en Europa el 29 de marzo de 2013.

## Lista de canciones
Toda la música y letras por Gloryhammer.
| Standard Edition |                                    |          |  |
| N.º              | Título                             | Duración |  |
| 1.               | «Anstruther's Dark Prophecy»       | 1:27     |  |
| 2.               | «The Unicorn Invasion of Dundee»   | 4:26     |  |
| 3.               | «Angus McFife»                     | 3:28     |  |
| 4.               | «Quest for the Hammer of Glory»    | 5:38     |  |
| 5.               | «Magic Dragon»                     | 5:28     |  |
| 6.               | «Silent Tears of Frozen Princess»  | 5:34     |  |
| 7.               | «Amulet of Justice»                | 4:27     |  |
| 8.               | «Hail to Crail»                    | 4:43     |  |
| 9.               | «Beneath Cowdenbeath»              | 2:29     |  |
| 10.              | «The Epic Rage of Furious Thunder» | 10:28    |  |

| Heroic Edition |                          |          |  |
| N.º            | Título                   | Duración |  |
| 11.            | «Wizards!» (bonus track) | 2:22     |  |

## Formación
Miembros de la banda
- Thomas Winkler – Voces
- Christopher Bowes – Teclados
- Paul Templing – Guitarra
- James Carretero – Bajos
- Ben Turk – Batería

Músicos invitados
- Marie Lorey – Voces femeninas.

Producción
- Lasse Lammert - productor, ingeniero, mezclando, mastering.
- Dan Goldsworthy - obra de arte y diseño.